# 陳學鋒
陳學鋒，MH，JP（1976年—），香港建制派政治人物，民建聯副主席，現任香港立法會議員（香港島西），曾任香港中西區區議會副主席、堅摩選區議員。

## 區議會工作經驗
- 區議會副主席
- 文化康樂及社會事務委員會委員
- 交通及運輸委員會委員
- 食物環境衞生及工務委員會委員
- 財務委員會委員
- 地區設施管理委員會委員

## 參選經歷
陳學鋒自參與2007年香港區議會選舉，其後多次連任，直到2019年香港區議會選舉落敗。及後，陳亦有參與2020年香港立法會選舉民建聯初選，有意於港島區出選。
2021年立法會選舉，陳學鋒在地方選區香港島西參選，並以36,628票當選。

## 爭議

### 2019年香港區議會選舉涉嫌違規拉票
於2019年香港區議會選舉期間，陳學鋒被民主派代表黃健菁挑戰，於投票日，黃炮轟陳學鋒疑親自駕駛貼上候選人宣傳海報的的私家車駛進禁止拉票區及在禁區內貼宣傳海報，並向選舉事務處投訴，惟處方未有答覆如何處理投訴，而陳亦得到疑似黑幫的白衣人現身護航。

### 2020年鄭麗琼被捕事件涉嫌和警察聯手抹黑許智峯
民主黨區議員鄭麗琼因為在社交媒體轉載被指是於全球反極權大遊行期間射盲印尼女記者右眼的警員資料，在2020年3月26日被捕。民主黨多名成員前往保釋，但由於警察臨時要求增加保釋金，許智峯、甘乃威等多名民主黨成員要在警署門外即時數足保釋金。不過，陳學鋒則於社交媒體上載一張當時的照片，並留言「許智峰，示威完收錢都唔好咁揚啦！」
，其後被另一民主派區議員葉錦龍指出照片實質的情況。民主黨則指，該照片為警察在高處監視及偷拍，又指「若果條片真係警員拍攝，咪即係警方拍片協助陳學鋒煽動謠言？」
民主黨其後表示，許智峯將會入稟控告陳學鋒誹謗，及會向投訴警察課作出正式投訴「警方涉拍片，交民建聯上載」的做法，要求警方調查是哪一位警員負責拍片。

### 倡港鐵通風樓放地底
中環海濱擬建一座永久港鐵通風樓，陳學鋒在2024年6月19日早上的立法會口頭質詢上，建議將通風樓「瞓低佢」，甚至放在地底：「通風樓係咪仲要篤眼篤鼻，成支棟喺長廊呢？其實局方有無考慮，將呢個建築物瞓低佢，甚至擺喺地底下面去起呢？」運輸及物流局副局長廖振新回答：「通風樓，顧名思義就係要通風吖嘛」，用途是駁通地底隧道和地面用作通風，若要在地底興建通風樓，「咁根本唔需要做啦，隧道本身已經係喺地下㗎啦，所以呢樣嘢唔係好實際」。

## 外部連結
- http://facebook.com/chanhokfung

| 前任： 楊位款 | 中西區區議會堅摩選區 2008年—2019年 | 繼任： 黃健菁 |